# Zyxel
ZyXEL (Communications Corporation) är en taiwanesisk tillverkare av nätverksteknik, grundad 16 augusti 1989 av Shun-I Chu. Till företagets produkter hör modem, routrar och diverse WLAN-utrustning. Man har cirka 1 800 anställda runt världen. Företagets VD just nu[när?] är Yuh-Long Chen.